# Kaukasischer Natternkopf
Der Kaukasische Natternkopf, auch persisches Borretschkraut (Echium amoenum), ist eine Pflanzenart aus der Gattung der Natternköpfe in der Familie der Raublattgewächse. Sie ist in Aserbaidschan und dem nördlichen Iran heimisch, wo sie in Höhen von bis zu 2200 m wächst. 

## Beschreibung

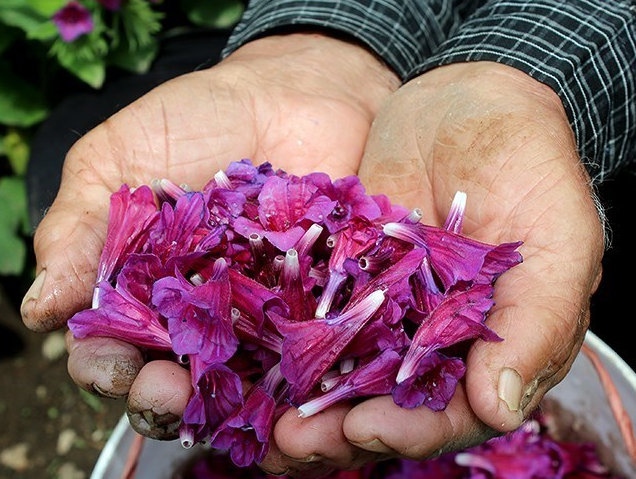
Die Blüten nach der Ernte in Gilan.

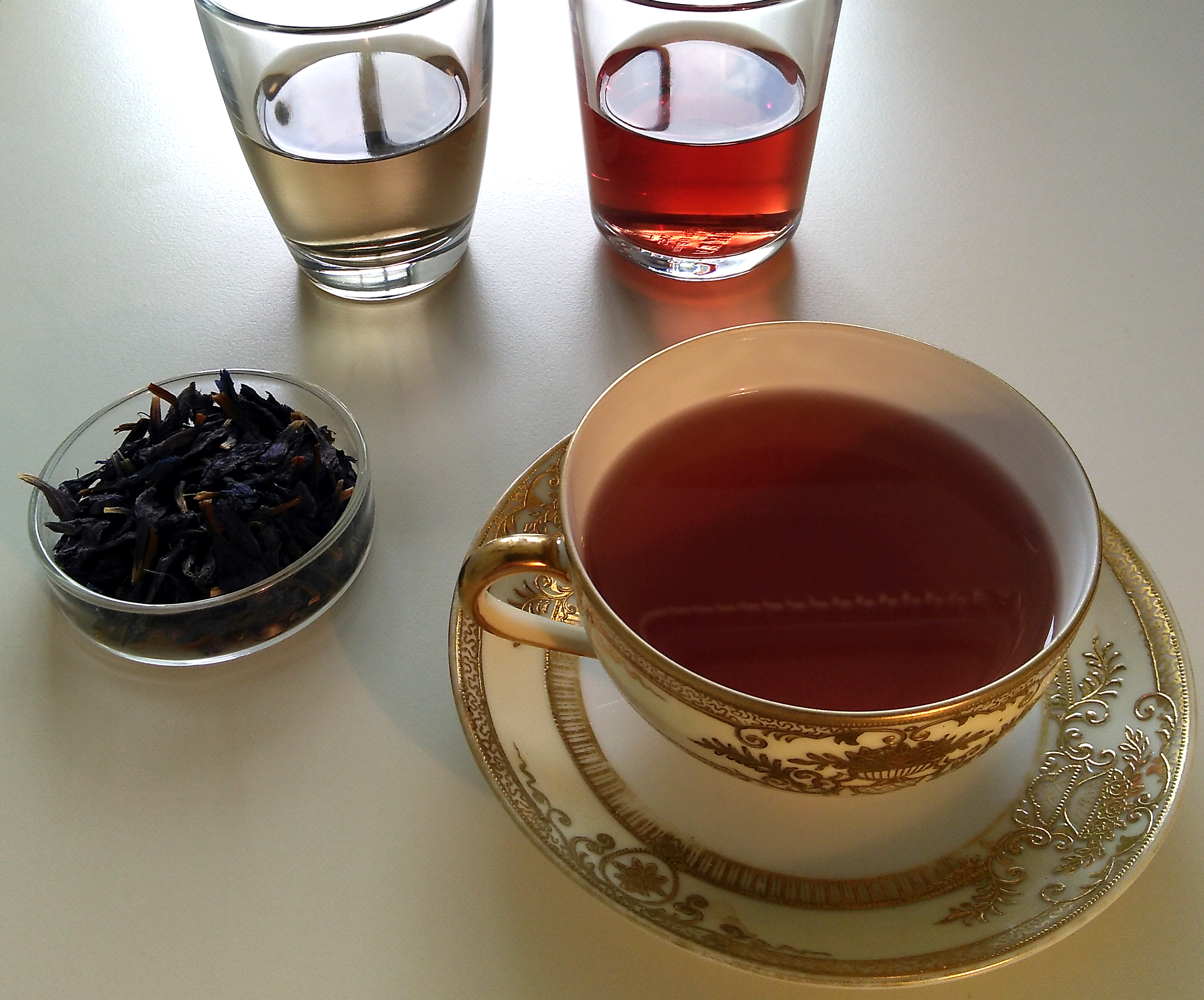
Der Tee, bereitet aus getrockneten Blüten, ist pH sensitiv. Gesäuert mit Zitronensaft erscheint er leuchtend rot.

Die krautige Pflanze wächst als zwei- bis mehrjährige Staude und erreicht dabei Wuchshöhen von etwa 50 cm. Die Blüten haben eine Länge von etwa 3 cm. Den borstig behaarten Stängeln und Laubblättern verdankt sie den persischen Namen گل گاوزبان (golgāvzabān, etwa „Kuhzungenblume“). Der kaukasische Natterkopf ist eine wichtige Heilpflanze in der traditionellen iranischen Medizin. Die getrockneten Blüten werden als Tee zubereitet, dem eine Linderung zahlreicher Beschwerden nachgesagt wird.

## Wirkung
Der Blütentee soll entzündungshemmend und entspannend wirken und wird traditionell beispielsweise bei Erkältungen angewendet. Speziell die schmerzstillende, sedierende und angstlösende Wirkung wurde wissenschaftlich untersucht. Der Wirkmechanismus ist noch nicht aufgeklärt, jedoch reduziert Naloxon die analgetische Wirkung was auf eine Involvierung von Opioidrezeptoren hinweisen könnte. Andere Studien spekulieren über Flavonoide als Wirkstoffe, die an Benzodiazepinrezeptoren binden könnten.
Heilpflanzen mit ähnlicher Verwendung in Europa sind der Schmalblättrige Sonnenhut und das Echte Johanniskraut.

## Inhaltsstoffe
Die Pflanze enthält Flavonoide und Anthocyanidine neben verschiedenen Pyrrolizidinalkaloiden und Rosmarinsäure.